# Aperol

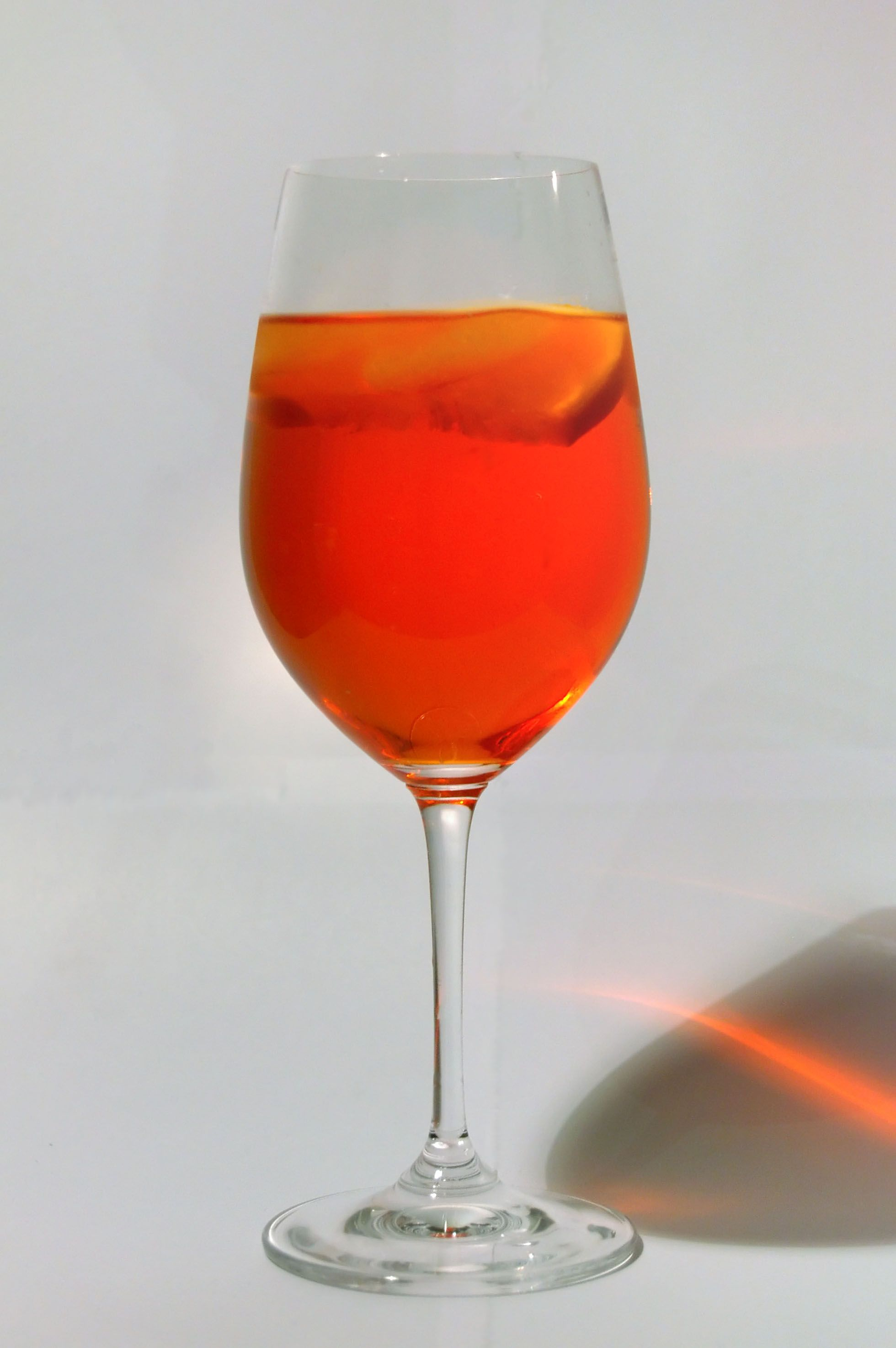
Aperol.

Aperol est un apéritif faiblement alcoolisé (11 degrés en Suisse, 12,5 degrés en France, jusqu'à 15 degrés comme sur l'illustration) créé à Padoue en Italie en 1919 d'une idée de la société Fratelli Barbieri de Bassano del Grappa. Il est qualifié de bitter à cause de sa légère amertume. Il entre dans la composition du cocktail spritz.

## Histoire
En 1912, les frères Luigi et Silvio Barbieri héritent de la fabrique de liqueur de leur père Giuseppe. À l'époque, la nouveauté d'Aperol est que cet apéritif titre moins que ses concurrents. Sept ans plus tard Silvio Barbieri en voyage à Paris ne cesse d’entendre le mot « Apéro » lorsque les Français veulent boire un verre, le mot l'inspire. Durant cette période au printemps, son frère se repose en montagne puis ramène des fleurs et des plantes pour fabriquer une nouvelle « mixture » à faible teneur en alcool. Ils présentent officiellement la liqueur au milieu de 600 exposants durant la Foire internationale de Padoue, ville où siège l'entreprise et c'est un succès. Les frères utilisent très tôt la publicité pour faire connaitre leur produit, avec l'orange comme symbole.
Après guerre, la boisson bénéficie d'une notoriété restée locale. Mais à une cinquantaine de kilomètres de Padoue, à Venise, les barmen ont l'idée de mettre de l'Aperol au spritz, pour la couleur. Cette innovation augmente l'attrait pour l'Aperol, qui en vient même à éclipser d'autres boissons amères comme le Campari ou le Select.
En 1965, sur ce qui est alors la chaîne italienne appelée Programma Nazionale, à 20 h 20[pas clair], Tino Buazzelli réalise des sketchs humoristiques et publicitaires de dix minutes où Aperol tient la première place. La publicité télévisée développe l'intérêt pour l'Aperol.
La société Fratelli Barbieri est acquise en 1991 par la société Barbero 1891, qui à son tour est achetée par le groupe Campari en décembre 2003. Parti de Vénétie, Aperol reste essentiellement italien jusqu'à ce dernier rachat où le groupe de spiritueux investit dans la marque pour la développer plus largement.
Le groupe Campari teste d'abord son marketing en Italie avant de l'étendre à l'Autriche et l'Allemagne aux environs des années 2010. Aperol est depuis diffusé également en Pologne, Slovénie, Russie, Belgique, Luxembourg, Pays-Bas, Suisse, Espagne, France, Canada et États-Unis et reste « la locomotive » de l'entreprise avec un quart du chiffre d'affaires et 79 millions de litres vendus en 2022 ; la France est le cinquième marché de l'Aperol et l'Italie le premier.

## Composition
Aperol est principalement réalisé à base d'eau, de sucre, d'alcool et d’arômes. Selon le site officiel, la recette originelle du bitter n’a jamais été modifiée ; elle comprend des ingrédients tels que des oranges amères et douces, de la rhubarbe et de la gentiane. 
Il n'y a pas de sulfites dans la composition du bitter, mais des colorants azoïques : E110 (jaune-orange S) et  E124 (rouge cochenille A). Ces additifs autorisés peuvent provoquer des réactions pseudo-allergiques (rougeurs et/ou asthme) chez les personnes allergiques à l'aspirine ou sujettes aux allergies en général.

## Évolution du degré d'alcool
La formule originelle d'Aperol titrait 11°. Peu après son arrivée sur le marché français, début 2010, le bitter titrait 15°, ce qui lui permettait de quitter la catégorie des prémix (1,2° à 12°), plus fortement taxée. En mars 2022, le titre alcoolique a été redescendu à 12,5°. Campari France a justifié cette évolution par sa « volonté de coller à la tendance d'avoir des cocktails moins alcoolisés ».

## Presse
- Emma Calvet, « Aperol, pour l'amour du spritz », Le Parisien Week-end,‎ 15 septembre 2023, p. 38-41 (ISSN 2263-2506).